# Hockey su ghiaccio ai III Giochi olimpici invernali
Il torneo di hockey su ghiaccio dei III Giochi olimpici invernali del 1932, svoltosi presso l'Olympic Center di Lake Placid, negli Stati Uniti, fu il terzo torneo di hockey su ghiaccio ai giochi olimpici invernali, valido anche come 6º campionato del mondo di hockey su ghiaccio organizzato dalla International Ice Hockey Federation.
Il torneo di svolse nella settimana fra il 4 e il 13 febbraio 1932. Vi presero parte soltanto quattro squadre, con il ritorno degli Stati Uniti e le sole presenze di Canada, Germania e Polonia, mentre molte squadre europee rinunciarono a partecipare all'evento per il costo eccessivo del viaggio dopo la grande depressione. Le squadre disputarono un girone unico con partite di andata e ritorno. Ancora una volta, la quarta consecutiva, fu il Canada a vincere la medaglia d'oro, sebbene con difficoltà maggiori rispetto ai tornei passati. A completare il podio gli Stati Uniti e la Germania.

## Partecipanti
Parteciparono al quarto torneo olimpico quattro rappresentative nazionali provenienti da due continenti, con un numero variabile di giocatori.
| Canada (14) | Germania (10) | Polonia (10) | Stati Uniti (14) |
| --- | --- | --- | --- |
| Bill Cockburn Cliff Crowley Bert Duncanson George Garbutt Roy Henkel Vic Lindquist Norm Malloy Wally Monson Ken Moore Romeo Rivers Hack Simpson Hugh Sutherland Stan Wagner Alston Wise | Rudi Ball Alfred Heinrich Erich Herker Gustav Jaenecke Werner Korff Walter Leinweber Erich Römer Martin Schröttle Marquard Slevogt Georg Strobl | Adam Kowalski Aleksander Kowalski Wlodzimierz Krygier Alfred Mauer Roman Sabinski Kazimierz Sokołowski Józef Stogowski Witalis Ludwiczak Czeslaw Marchewczyk Kazimierz Materski | Ty Anderson Johnny Bent John Chase John Cookman Doug Everett Frank Farrel Joe Fitzgerald Ted Frazier Jack Garrison Gerard Hallock Robert Livingston Frank Nelson Winthrop Palmer Gordon Smith |

## Girone finale
| Arbitri: | Lou Marsh Donald Sands |

|               |           |                               |
| Everett 22:05 | Marcatori | 53:46 Simpson 67:14 Lindquist |

| Arbitri: | Lou Marsh Donald Sands |

|                                |           |                    |
| Jaenecke 20:12 Schröttle 40:22 | Marcatori | 30:25 Kowalski Al. |

| Arbitri: | Lou Marsh Donald Sands |

|                                              |           |                      |
| Bent 2:15 Cookman 23:15 33:16 Garrison 54:55 | Marcatori | 42:16 Kowalski Adam. |

| Arbitri: | Lou Marsh Donald Sands |

|                                           |           |              |
| Monson 2:02 14:44 Malloy 29:16 Wise 32:37 | Marcatori | 53:58 Herker |

| Arbitri: | Lou Marsh Donald Sands |

| |           |  |
| Rivers 10:45 12:04 Lindquist 23:15 Monson 23:38 32:48 Simpson 33:54 34:52 Malloy 46:42 Hinkel 51:59 | Marcatori |  |

| Arbitri: | Lou Marsh Donald Sands |

|                                                                     |           |  |
| Everett 0:37 Chase 0:57 2:38 Nelson 24: 30 Palmer 34:58 43:42 54:59 | Marcatori |  |

| Arbitri: | Lou Marsh Donald Sands |

|                                                          |           |  |
| Smith 6:42 Palmer 30:07 40:57 Chase 43:53 Anderson 49:01 | Marcatori |  |

| Arbitri: | Lou Marsh Donald Sands |

|                                                                       |           |  |
| Lindquist 2:44 Monson 2:44 Garbutt 22:46 Rivers 22:46 Duncanson 48:17 | Marcatori |  |

| Arbitri: | Lou Marsh Donald Sands |

| |           |  |
| Monson 1:52 8:48 Simpson 6:03 44:35 Rivers 8:40 Malloy 14:12 Sutherland 31:11 Hinkel 47:51 Moore 49:35 Wise 53:00 | Marcatori |  |

| Arbitri: | Lou Marsh Donald Sands |

|                                                                                   |           |  |
| Chase 7:14 Palmer 14:43 46:35 Everett 27:27 Garrison 30:13 54:15 Bent 41:33 42:22 | Marcatori |  |

| Arbitri: | Lou Marsh Donald Sands |

|                                     |           |                    |
| Ball 25:57 33:08 52:15 Strobl 42:20 | Marcatori | 31:40 Kowalski, Al |

| Arbitri: | Lou Marsh Donald Sands |

|                           |           |                           |
| Everett 2:17 Palmer 33:38 | Marcatori | 9:47 Simpson 54:10 Rivers |

## Classifica
| Pos. |             | PG | V | N | P | GF | GS | DR  | Pt |
| 1.   | Canada      | 6  | 5 | 1 | 0 | 32 | 4  | +28 | 11 |
| 2.   | Stati Uniti | 6  | 4 | 1 | 1 | 27 | 5  | +22 | 9  |
| 3.   | Germania    | 6  | 2 | 0 | 4 | 7  | 26 | -19 | 4  |
| 4.   | Polonia     | 6  | 0 | 0 | 6 | 3  | 34 | -31 | 0  |

## Graduatoria finale
| Pos | Squadra     |
| --- | ----------- |
|     | Canada      |
|     | Stati Uniti |
|     | Germania    |
| 4   | Polonia     |

| Campione olimpico di hockey su ghiaccio 1932 |
| Canada 4º titolo                             |

| Pos | Squadra     | Formazione |
| --- | ----------- | --- |
|     | Canada      | Bill Cockburn, Cliff Crowley, Bert Duncanson, George Garbutt, Roy Henkel, Vic Lindquist, Norm Malloy, Wally Monson, Ken Moore, Romeo Rivers, Hack Simpson, Hugh Sutherland, Stan Wagner, Alston Wise.    |
|     | Stati Uniti | Ty Anderson, Johnny Bent, John Chase, John Cookman, Doug Everett, Frank Farrel, Joe Fitzgerald, Ted Frazier, Jack Garrison, Gerard Hallock, Bob Livingston, Frank Nelson, Winthrop Palmer, Gordon Smith. |
|     | Germania    | Rudi Ball, Alfred Heinrich, Erich Herker, Gustav Jaenecke, Werner Korff, Walter Leinweber, Erich Römer, Martin Schröttle, Marquard Slevogt, Georg Strobl.                                                |